# The Perfect Boy
"The Perfect Boy" é um single da banda inglesa The Cure, lançado dia 12 de agosto de 2008 nos Estados Unidos e dia 13 de agosto do mesmo ano no Reino Unido.

## Faixas
1. "The Perfect Boy" - 3:23 (mix 13)
2. "Without You" - 4:11

## Posição nas paradas musicais
| Parada (2008)                         | Melhor posição |
| ------------------------------------- | -------------- |
| Austrália (ARIA)                      | 91             |
| França (SNEP)                         | 37             |
| Alemanha (Offizielle Deutsche Charts) | 86             |
| Escócia (Scottish Singles Chart)      | 14             |
| Espanha (PROMUSICAE)                  | 2              |
| Reino Unido (UK Singles Chart)        | 78             |